# Herbert Rüssel
Herbert Werner Rüssel (* 11. Dezember 1897; † 6. April 1940 im KZ Sachsenhausen) war ein deutscher Journalist, Übersetzer, Schriftsteller und Opfer des Nationalsozialismus.

## Leben
Rüssel studierte ab 1923 Philosophie, unter anderem bei Max Scheler an der Universität Köln, und schloss seine Ausbildung 1927 mit der Promotion zum Dr. phil. ab. Ab 1929 arbeitete er als Journalist in Oberhausen und Köln. Er war Mitglied der Deutschen Zentrumspartei und unter anderem für die katholischen Blätter Germania und Hochland tätig. 1932 wurde erstmals wegen homosexueller Kontakte gegen ihn ermittelt. 1936 wurde er wegen angeblicher Unterstützung einer katholischen Widerstandsgruppe inhaftiert. Nach seiner Freilassung übersiedelte er nach Potsdam. Von Januar bis Oktober 1938 war er erneut wegen politischer Äußerungen und homosexueller Beziehungen in Schutz- und Untersuchungshaft, ehe er im März 1939 nach § 175 StGB zu einer einjährigen Gefängnisstrafe verurteilt wurde. Nach seiner Entlassung wurde er am 6. März 1940 ins Konzentrationslager Sachsenhausen verschleppt, wo er wenig später starb.
Bis in die 1940er Jahre wurden mehrere seiner Schriften zur christlichen Ethik, teilweise im niederländischen Exilverlagen, veröffentlicht. Seine Übertragung des Werks „Über die Würde des Menschen“ von Giovanni della Mirandola (1940) wurde nach seinem Tod mehrfach neu aufgelegt.

## Werke
- Das Verhältnis der ästhethischen zu den ethischen Werten (Inaugural-Dissertation) Köln: Druckerei der Studentenburse, 1927
- Max Scheler und die Probleme der deutschen Politik (Hochland 27. Jg. (Sept.1930) Bd.2, S. 518–529)
- Aufsätze zur Geschichte der Antike und des Christentums (Mitautoren Franz Altheim, Karl Kerényi u. a.), Berlin: Die Runde, 1937
- Zur Geschichte des Humanismus (Rezension in: Hochland 35. Jg. (Feb.1938) Bd.1, S. 409–411)
- Das Leben Meister Gerhards / Thomas von Kempen. Übers. und eingel. von Herbert Rüssel, Freiburg : Herder, 1939
- Alkibiades, Berlin: Die Runde, 1939
- Das Lob der rechten Einsamkeit, Amsterdam: Pantheon, Akad. Verlagsanstalt, 1940
- Gestalt eines christlichen Humanismus (Pantheon, Akad. Verlagsanstalt. Amsterdam/Leipzig 1940)
- Keresztény humanizmus : kultura, eszmeny, hitvallás / H. W. Rüssel. [A ford. Tolnai Gábor munkaja] (ungar. Übers.), Budapest: Pharos, 1944, Facsimile Budapest : Ecclesia-Kairosz 1997, ISBN 963-363-210-2.
- Profilo d' un umanesimo cristiano / Übers. ins Italienische durch Giuseppe Rensi, Rom: Einaudi 1945
- Antike Welt und Christentum, Amsterdam: Pantheon, Akad. Verlagsanstalt, 1941 u. 1944

## Neuauflagen
- Gestalt eines christlichen Humanismus, Kulmbach: Verlagsbuchhandlung Sabat, 2016, ISBN 978-3-943506-34-1
- Antike Welt und Christentum, Kulmbach: Verlagsbuchhandlung Sabat, 2016, ISBN 978-3-943506-38-9
- Das Leben Meister Gerhards / Thomas von Kempen ; übersetzt und eingeleitet von Dr. Herbert Rüssel, Verlagsbuchhandlung Sabat, 2016, ISBN 978-3-943506-35-8
- Die Würde des Menschen : nebst einigen Briefen und der Lebensbeschreibung Pico della Mirandolas / Giovanni Pico della Mirandola ; ausgewählt, übersetzt und eingeleitet von Dr. Herbert Rüssel, Kulmbach: Verlagsbuchhandlung Sabat, 2016, ISBN 978-3-943506-36-5